# 西班牙證券市場公司
西班牙證券市場公司（西班牙語：Bolsas y Mercados Españoles，西班牙語發音：[ˈbolsas i merˈkaðos espaˈɲoles]；BME）是一家負責管理西班牙證券交易所和金融市場的公司，下含馬德里、巴塞羅那、畢爾巴鄂和巴倫西亞四家證券交易所。除去股票和債券交易，該公司也提供其他金融產品，同時為他國做金融技術諮詢。
BME在2006年7月14日上市，次年7月成為IBEX 35成份。

## 外部連結
- 官方网站